# Bağlar (Şemdinli)
Bağlar (kurd. Nehri) ist ein Dorf im Landkreis Şemdinli der türkischen Provinz Hakkâri. Bağlar liegt im Dreiländereck in Südostanatolien auf 1.390 m über dem Meeresspiegel, ca. 13 km westlich von Şemdinli.
Der heutige Name der Ortschaft Bağlar bedeutet Weinberge oder Gärten.  Der ursprüngliche Name lautete Nehri. Dieser Name wird weiterhin verwendet und ist beim Katasteramt registriert.
1985 lebten 417 Menschen in Bağlar. 2009 hatte die Ortschaft 829 Einwohner.
Bağlar liegt an einem kleinen Fluss. Im Dorf wird auch Fischzucht betrieben. Das damalige Nehri war Heimatdorf und Stammsitz der sogenannten Nehri-Scheichs oder Sadate Nehri. Einer der bekanntesten Vertreter war Scheich Ubeydallah. Im Dorf und in der Umgebung befinden sich die Türbes verschiedener Sayyids, darunter auch die Grabstätte von Seyit Taha. In ca. 4. km Entfernung vom Dorf befindet sich eine bekannte und 11 m hohe Steinbrücke. Westlich der heutigen Bebauung liegen die Ruinen des Kayme-Schlosses.

## Persönlichkeiten
- Seyyit Abdülkadir (1851–1925), kurdisch-osmanischer Geistlicher und Politiker.
- Scheich Ubeydallah (1826–1884), einflussreicher kurdischer Scheich des Naqschbandi-Ordens. Ubeydallah war ferner der Führer des Scheich-Ubeydallah-Aufstandes